# Liste der Monuments historiques in Broussey-en-Blois
Die Liste der Monuments historiques in Broussey-en-Blois führt die Monuments historiques in der französischen Gemeinde Broussey-en-Blois auf.

## Liste der Objekte
| Bezeichnung | Beschreibung                                         | Standort                                   | Kennzeichnung | Schutzstatus | Datum | Bild |
| ----------- | ---------------------------------------------------- | ------------------------------------------ | ------------- | ------------ | ----- | ---- |
| Monstranz   | Silber, vergoldet, erste Hälfte des 19. Jahrhunderts | in der Kirche Nativité-de-la-Vierge (Lage) | PM55001651    | Inscrit      | 1995  |      |
| Kelch       | Silber, vergoldet, erste Hälfte des 19. Jahrhunderts | in der Kirche Nativité-de-la-Vierge (Lage) | PM55001650    | Inscrit      | 1995  |      |
| Ziborium    | Silber, vergoldet, erste Hälfte des 19. Jahrhunderts | in der Kirche Nativité-de-la-Vierge (Lage) | PM55001649    | Inscrit      | 1995  |      |